# Weissia cucullata
Weissia cucullata är en bladmossart som beskrevs av C. Müller 1858. Weissia cucullata ingår i släktet krusmossor, och familjen Pottiaceae. Inga underarter finns listade i Catalogue of Life.